# Catherynne M. Valente
Pour les articles homonymes, voir Valente.
Œuvres principales
- Série The Orphan's Tales
- Série Féérie
- Immortel

Catherynne M. Valente, née Bethany Thomas le 5 mai 1979, à Seattle, est une poétesse, romancière et critique littéraire américaine.
En 2012, elle réussit l'exploit de gagner trois prix Locus : le prix Locus du meilleur roman pour jeunes adultes, le prix Locus du meilleur roman court et le prix Locus de la meilleure nouvelle longue.
En 2014, les éditions Panini ont publié son roman Immortel qui a ensuite été nommé au prix Imaginales du meilleur roman étranger 2014 du festival d'Epinal.

## Œuvres

### SérieThe Orphan's Tales
1. (en) In the Night Garden, Bantam Books, 2006  (ISBN 0553384031)
2. (en) In the Cities of Coin and Spice, Bantam Books, 2007  (ISBN 055338404X)

### SérieDirge for Prester John
1. (en) The Habitation of the Blessed, Night Shade Books, 2010  (ISBN 1597801992)
2. (en) The Folded World, Night Shade Books, 2011  (ISBN 1597802034)

### SérieFéérie
Préquelle : (en) The Girl Who Ruled Fairyland—For a Little While, 2011
1. La Fille qui navigua autour de Féérie dans un bateau construit de ses propres mains, Balivernes, 2015 ((en) The Girl Who Circumnavigated Fairyland in a Ship of Her Own Making, 2009), trad. Laurent Philibert-Caillat, 256 p.  (ISBN 978-2-35067-117-8)À l'origine un livre pour enfant à l'intérieur de son roman Palimpsest[3], ce roman a été disponible sur Internet dès 2009 mais il n'est paru sous format papier qu'en 2011
2. La Fille qui tomba sous Féérie et y mena les festoiements, Balivernes, 2016 ((en) The Girl Who Fell Beneath Fairyland and Led the Revels There, 2012), trad. Laurent Philibert-Caillat, 264 p.  (ISBN 978-2-35067-132-1)
3. La Fille qui survola Féérie et coupa la Lune en deux, Balivernes, 2025 ((en) The Girl Who Soared Over Fairyland and Cut the Moon in Two, 2013), trad. Laurent Philibert-Caillat, 250 p.  (ISBN 978-2-35067-152-9)À paraître le 31 décembre 2025
4. (en) The Boy Who Lost Fairyland, 2015
5. (en) The Girl Who Raced Fairyland All the Way Home, 2016

### SérieSpace Opera
1. (en) Space Opera, 2018
2. (en) Space Oddity, 2024

### UniversMass Effect

#### SérieAndromeda
1. (en) Annihilation, 2018

### UniversMinecraft
- L'End en péril, Castelmore, 2020 ((en) The End, 2019)

### Romans indépendants
- (en) The Labyrinth, Prime Books, 2004  (ISBN 1894815653)
- (en) Yume No Hon: The Book of Dreams, Prime Books, 2005  (ISBN 0809510871)
- (en) The Grass-Cutting Sword, Prime Books, 2006  (ISBN 0809562308)
- (en) Palimpsest, Bantam Books, 2009  (ISBN 0553385763)
- Immortel, Panini, coll. « Éclipse », 2014 ((en) Deathless, Tor Books, 2011)
- (en) Silently and Very Fast, 2011
- (en) Six-Gun Snow White, 2013
- (en) Radiance, 2015
- (en) Speak Easy, 2015
- (en) The Refrigerator Monologues, 2017
- (en) The Glass Town Game, 2017
- (en) The Past Is Red, 2021
- (en) Comfort Me With Apples, 2021
- (en) Osmo Unknown and the Eightpenny Woods, 2022

### Recueils de nouvelles
- (en) This Is My Letter to the World: The Omikuji Project, Cycle One, 2010
- (en) Ventriloquism, 2010
- (en) Myths of Origin, Omnibus collection containing The Labyrinth, Yume No Hon: The Book of Dreams, The Grass-Cutting Sword, and Under in the Mere, 2011
- (en) The Melancholy of Mechagirl, 2013
- (en) The Bread We Eat in Dreams, 2013
- (en) The Future Is Blue, 2018
- (en) The Best of Catherynne M. Valente, Volume One, 2023

### Poésie
- (en) Music of a Proto-Suicide, 2004
- (en) Apocrypha, Prime Books, 2005  (ISBN 0809550741)
- (en) Oracles: A Pilgrimage, Prime Books, 2006  (ISBN 0809500450)
- (en) The Descent of Inanna, Papaveria Press, 2006
- (en) A Guide to Folktales in Fragile Dialects, 2008

### Essais
- (en) Indistinguishable from Magic, Mad Norwegian Press, 2014

## Récompenses
- 2006 : prix James Tiptree, Jr. pour The Orphan's Tales: In the Night Garden (vol. 1)
- 2007 : Story South Million Writers Award for Best Online Short Story pour Urchins, While Swimming[4]
- 2008 : prix Rhysling (en) du meilleur poème long pour The Seven Devils of Central California
- 2008 : prix Mythopoeic (adulte) pour la série The Orphan's Tales[5]
- 2009 : prix Andre-Norton pour La Fille qui navigua autour de Féérie dans un bateau construit de ses propres mains
- 2010 : CultureGeek Readers' Choice Award (Best Web Fiction of the 21st Century) pour La Fille qui navigua autour de Féérie dans un bateau construit de ses propres mains[6]
- 2012 : prix Locus du meilleur roman pour jeunes adultes pour La Fille qui navigua autour de Féérie dans un bateau construit de ses propres mains[7]
- 2012 : prix Locus du meilleur roman court pour Silently and Very Fast[7]
- 2012 : prix Locus de la meilleure nouvelle longue pour White Lines on a Green Field[7]
- 2014 : prix Locus du meilleur roman pour jeunes adultes pour La Fille qui survola Féérie et coupa la Lune en deux[8]
- 2014 : prix Locus du meilleur roman court pour Six-Gun Snow[8]
- 2016 : prix Imaginales du meilleur roman jeunesse pour La Fille qui navigua autour de Féérie dans un bateau construit de ses propres mains